# Páginas doorway
Las páginas doorway son páginas creadas en una web con el único objetivo de captar tráfico de usuarios.

## Características
Desde Google se promueve que las webs tengan contenido útil para los usuarios. Su algoritmo premia las webs que ofrecen contenido relevante para las búsquedas que realizan los usuarios, otorgándoles primeras posiciones en su buscador, y relega a últimas posiciones a webs cuyo contenido no satisface las búsquedas de usuarios o incluso no las muestra en su buscador.
Las páginas doorway, conocidas en castellano como páginas de entrada, páginas puente o páginas puerta, son páginas internas de una web que no ofrecen información relevante a los usuarios para satisfacer sus búsquedas, sino que se crean como variaciones de diferentes términos de búsqueda, con los siguientes objetivos:
1. Obtener una buena clasificación por parte del algoritmo de Google.
2. Aparecen en primeras posiciones en el buscador para captar tráfico de usuarios.

## Tipos de páginas puente
En las páginas de soporte de Google definen algunos tipos de páginas doorway:
- Tener varias páginas o nombres de dominio orientados a regiones o nombres de ciudades, para llevar a los usuarios a páginas sin información relevante.
- Páginas creadas para captar tráfico y llevar a los usuarios a la parte importante del sitio.
- Páginas muy similares, que no están planteadas como una jerarquía de contenidos sino como urls de captación de tráfico por términos de búsqueda.

## El impacto negativo en la experiencia de usuario
Una de las principales directrices para los principales motores de búsqueda como Google, es ofrecer unos resultados de búsqueda de calidad. Para ello, los principales desarrolladores de los mismos, están constantemente tratado de minimizar el spam web. En este sentido, las páginas doorway no son una excepción.
Cuando un usuario accede a una página web a través de uno de los enlaces en los resultados de búsqueda y es dirigido a una de estas páginas, probablemente se puede sentir frustrado por no encontrar el contenido útil que estaba buscando.

## Alternativas éticas a las páginas doorway
Algunas de las alternativas a la captación de tráfico pueden ser:
- La optimización de la estructura y la navegación del sitio.
- Captación a través de Redes Sociales.
- Empleo de palabras clave relevantes relacionadas con la temática del sitio.
- Creación de contenido de calidad y relevante.